# Township de Kingston
Pour les articles homonymes, voir Kingston.
Le township de Kingston est un township du comté de Tuscola dans l'État du Michigan, aux États-Unis.
La population était de 1 615 habitants lors du recensement de 2000.
Le village of Kingston se situe sur le bord sud du township.